# 仁德海底山
仁德海底山（英語：Nintoku Seamount），又稱仁德海底平頂山，是一座位於太平洋夏威夷－皇帝海山鏈的海底平頂山。

## 其他條目
仁德天皇